# 曹顺利
曹顺利（1961年3月28日—2014年3月14日），中国女性人权活动家，生前在北京市东城区居住。

## 生平
曹顺利生于1961年，曾于北京大学就读，获法学硕士学历。曾在中华人民共和国劳动人事部工作，因控诉政府机关贪污腐败、滥用职权，被解除公职。此后走上维权道路，常为访民提供法律帮助。2008年底曹顺利在北京发起“北京维权之旅”活动，目的是要求中国依国际惯例，让中国之“弱势群体”参与制定《国家人权行动计划》，期间收集上千份个案，又因此在09年被劳教1年。2010年刚出劳教所16天，又因世博会再次被劳教1年零3个月。
曹顺利女士于2013年9月14日准备赴日内瓦参与联合国人权理事会“普遍定期审议”会议时在北京首都机场被警方拘留，在失踪近一个月后，外界才得知她于当日被送进朝阳区看守所，并似因其曾于外交部前之系列示威，集会以涉嫌“非法集会罪”而羁押，同年10月21日，被变更罪名为涉嫌“寻衅滋事罪”逮捕。人权观察组织中国部主任索菲‧理查森（Sophie Richardson）就此事呼吁联合国人权理事会主席和各成员国公开谴责中国政府系统打击要求参与人权报告审议的活动人士，并呼吁立即释放人权活动人士曹顺利。
曹顺利女士因本身身体欠佳，被羁押在朝阳区看守所期间，其健康状况急剧恶化，诱发双肺结核、肝腹水、子宫肌瘤及囊肿等多种疾病。期间其家属和律师多次申请保外就医被拒。直至2014年2月19日因病昏迷始解除拘禁，被送进北京999急救中心急救，后转入北京309医院抢救，期间多次宣告病危，于2014年3月14日去世。

## 獲獎
2014年4月，曹顺利与孟加拉国与墨西哥的另外两位人权斗士荣获“人权领域的诺贝尔奖”——马丁·恩纳尔斯人权捍卫者奖的最终候选人奖，最终墨西哥的Alejandra Ancheita获奖。

## 被捕及死亡
- 2013年9月14日似由于拟参与联合国人权理事会普遍定期审议，而被中国方面实施非法刑事拘留。10月21日正式逮捕。
- 2014年2月19日，拘押中的曹顺利被送至解放军第309医院。2月28日，外界获悉曹顺利进入深度昏迷状态中，其身体多个脏器已逐渐衰竭，腹部也出现了大量积液。曹顺利的律师王宇就此公开发表了《关于曹顺利案件的呼吁书》，他呼吁当局为曹顺利提供全面医疗保障，并将其无罪释放。
- 3月14日下午5时许抢救无效去世，尸体不明去向。

## 各方反應
- 美国：美国国务院和美國駐華大使馆發表聲明[5]对中国异议人士曹顺利之死深表不安并向其家人表示哀悼，敦促中国政府保障其本国公民的权利和自由。[6]
- 德国：德国人权事务专员斯特吕瑟尔（Christoph Straesser）代表德国政府表态肯定曹顺利生前的贡献，并表示“德国政府及欧盟过去曾多次呼吁中国政府向在狱中患病的囚犯提供医疗保障，但遗憾的是都未成功。”[1]
- 🇨🇳 中国：中国代表称，曹女士“绝不是人权维护者”，而是由于制造混乱的指控（？）于2013年9月受到调查。尽管她得到了良好的医疗护理，并试图挽救她，她死于结核病引起的器官衰竭。此外，该案件不是人权问题，而是中国法治和司法主权和独立问题。国家机关将依法处理任何从事犯罪活动的人。

## 外部連結
- The Life and Death of Cao Shunli （页面存档备份，存于）
- Chinese Government Responsible for the Death of Cao Shunli （页面存档备份，存于）